# Buchholzia tholloniana
Buchholzia tholloniana là một loài thực vật có hoa trong họ Capparaceae. Loài này được Hua mô tả khoa học đầu tiên năm 1895.